# Nick Kyrgios
Nicholas Hilmy Kyrgios, más conocido como Nick Kyrgios (Canberra, 27 de abril  de 1995), es un tenista australiano, de ascendencia griega y malaya actualmente activo pero sin ranking ATP, al no haber ganado ningún partido en el último año. Ganó el Abierto de Australia 2013 en categoría júnior y en 2022 ganó el Abierto de Australia en dobles junto a Thanasi Kokkinakis. En ese mismo año llegó a una final de Grand Slam en Wimbledon. Su mejor nivel lo alcanzó cuando fue 13 del mundo. Alcanzó el top 50 del ranking a los diecinueve años.

## Biografía
Nicholas Manuel Kyrgios nació el 27 de abril de 1995 en Canberra. Su padre, Giorgos, es griego y su madre, Norlaila, es malaya. Tiene un hermano llamado Christos que es abogado y una hermana, Halimah, que se dedica a la actuación.

## Carrera juvenil
En 2010, a los quince años, ganó su primer título individual en juniors, en la isla de Fiyi. A partir de 2011 comenzó a jugar regularmente en el circuito juvenil, ganando numerosos títulos. En enero de 2013 ganó título juvenil del Abierto de Australia, tras derrotar en la final a su compatriota Thanasi Kokkinakis por 7-6 y 6-3.
En dobles ganó 2 años seguidos el Campeonato de Wimbledon, en 2012 formando pareja con Andrew Harris, y en 2013 formando pareja con el propio Thanasi Kokkinakis. En 2012 también ganó Roland Garros haciendo pareja con Andrew Harris y fue finalista del Abierto de Estados Unidos haciendo pareja con Jordan Thompson.
Junior Grand Slam - Individual:
- Australian Open: G (2013)
- Roland Garros: 2R (2012, 2013)
- Wimbledon: CF (2012)
- US Open: CF (2012)

Junior Grand Slam - Dobles:
- Australian Open: SF (2012)
- Roland Garros: G (2012)
- Wimbledon: G (2012, 2013)
- US Open: F (2012)

## Carrera profesional

### 2012-2013
Después de debutar profesionalmente en la fase previa del Abierto de Australia 2012, Kyrgios se concentró en los torneos juveniles. En 2013 decidió dar el salto al profesionalismo, llegando a semifinales en el Challenger de Adelaida y ganando el Challenger de Sidney tras vencer en la final a Matt Reid. En la primera ronda de Roland Garros derrotó a Radek Štěpánek por un triple 7-6.

### 2014
El 30 de diciembre de 2014, el australiano se retiró antes del partido de primera ronda del Torneo de Brisbane frente a Matthew Ebden debido a una lesión en el hombro. Posteriormente tuvo una buena participación en el Abierto de Australia derrotando en la primera ronda al alemán Benjamin Becker y perdiendo en segunda ronda contra Benoît Paire en cinco sets después de haber ganado los dos primeros. En la Copa Davis perdió sus dos encuentros ante los franceses Richard Gasquet y Gaël Monfils. Luego de esto, Kyrgios realizó una gira por los Estados Unidos muy provechosa, ya que ganó dos títulos challengers consecutivos. Derrotó al serbio Filip Krajinović por 7-6 y 6-4 en la final del Challenger de Sarasota y una semana después derrotó al segundo favorito del Challenger de Savannah, Jack Sock, por 2-6, 7-6 y 6-4.
Kyrgios coronó la gira de dos semanas en césped con una victoria por doble 7-6 sobre el australiano Samuel Groth en la final del Aegon Nottingham Challenge. Después del triunfo, el australiano recibió una tarjeta de invitación para jugar el  Campeonato de Wimbledon. En dicha competición, superó en primera ronda a Stephane Robert por 7-6, 7-6, 6-7 y 6-2. Luego derrotó al n.º 13 del ranking Richard Gasquet por 3-6, 6-7, 6-4, 7-5 y 10-8, en un encuentro donde salvó nueve match points. En tercera ronda derrotó a otro wild card, el checo Jiří Veselý, por 3-6, 6-3, 7-5, 6-2. En octavos de final derrotó al número uno del mundo Rafael Nadal por 7-6, 5-7, 7-6 y 6-3. En cuartos de final, cayó ante  el canadiense Milos Raonic por 6-7, 6-2, 6-4 y 7-6.

### 2015
Kyrgios derrotó a Andreas Seppi en octavos de final del Abierto de Australia 2015, tras lo cual perdió en cuartos de final ante Andy Murray. El 6 de mayo de 2015 Nick Kyrgios tuvo una importante victoria al derrotar a Roger Federer 6-7(2), 7-6(5) y 7-6(12) en el Master de Madrid, aunque luego fue eliminado en tercera ronda por John Isner 3-6, 7-6 (7), 4-6.

### 2016
Kyrgios comienza la temporada en la Copa Hopman emparejado con su compatriota Daria Gavrílova quedando primeros en la fase de grupo tras ganar a Reino Unido, Francia y Alemania. Pasan a la final y se enfrentan a Ucrania liderado por Aleksandr Dolgopólov y Elina Svitolina. Kyrgios y Gavrilova ganarían sus individuales ante Dolgopolov y Svitolina y el dobles mixto y Australia sería el campeón de esta edición.
El australiano jugaría el primer Grand Slam de la temporada, el Abierto de Australia donde consigue ganar en 1 ronda a Pablo Carreño en sets corridos por parciales de 6-2, 7-5, 6-2, en 2 ronda a Pablo Cuevas por 6-4, 7-5, 7-6 (7-2) para perder en 3 ronda vs el checo Tomáš Berdych en 4 sets por parciales de 3-6, 4-6, 6-1, 4-6.
En febrero jugaría el ATP 250 de Marsella y consigue proclamarse campeón sin ceder un solo set en el torneo y así sumar el primer título de su carrera. Vencería a Vasek Pospisil y a Teimuraz Gabashvili en 1 ronda y 2 ronda respectivamente por idéntico resultado un doble 6-4. En cuartos de final gana al jugador local francés Richard Gasquet por 6-0 6-4, en semifinales a Tomáš Berdych por 6-4 6-2 y en la final al croata Marin Čilić por 6-2, 7-6 (7-3)

### 2017: Victorias sobre Djokovic, Nadal y primera final en Masters 1000
Comenzó 2017 participando en la Copa Hopman junto con Daria Gavrilova como el año pasado, ganó sus partidos contra Feliciano López (6-3, 6-4) y Adam Pavlásek (7-5, 6-4), pero perdió contra Jack Sock (doble 6-2) producto de una lesión. En el Abierto de Australia Kyrgios fue cabeza de serie en el puesto 14. Derrotó a Gastão Elias antes de caer ante Andreas Seppi en la segunda ronda (que lo había vencido en 2015) en un gran partido de cinco sets por 6-1, 7-67-1, 4-6, 2-6 y 8-10 después de ir 2-0 arriba en sets y caer en una batalla de 3 horas y 12 minutos.
Comienza febrero jugando el Torneo de Marsella como defensor del título, pasó sus dos primeras rondas con facilidad, pero perdió en las semifinales contra el futuro ganador Jo-Wilfried Tsonga por 5-76-7, 6-2 y 4-6. Durante el mes de marzo, se clasificó para las semifinales de Acapulco en México, superando a Dudi Sela, Donald Young y en especial al N°2 mundial Novak Djokovic por 7-611-9 y 7-5 en una hora y 47 minutos, haciendo 25 aces. Con solo 21 años logró victorias contra Rafael Nadal, Roger Federer y Novak Djokovic en su primer enfrentamiento, por primera vez desde Lleyton Hewitt. Como dato estadístico Djokovic sólo logró ganar el 20.5 % de los puntos de resto en el partido, su puntaje más bajo en un partido en el circuito profesional. Luego perdió en la siguiente ronda por 6-3, 1-6 y 5-7 en contra el eventual ganador, el estadounidense Sam Querrey.
En la gira por canchas duras estadounidenses, en Indian Wells, pasa fácilmente sus dos primeras rondas contra Horacio Zeballos (6-3, 6-4) y Alexander Zverev (6-3, 6-4). Antes de enfrentarse en la cuarta ronda y batir al serbio Novak Djokovic de nuevo por 6-4 y 7-67-3 en 1 hora y 54 minutos sin enfrentar ningún punto de quiebre. Después renuncia a los cuartos de final a causa de una intoxicación alimentaria, dejando avanzar a Roger Federer a semifinales por W/O. En Miami hizo otra gran semana, comienza venciendo a Damir Džumhur por 6-4, 6-3 tras ir 2-4 abajo en el primer set antes de reaccionar. A partir de ahí gana tres partidos seguidos sin que le quiebren el servicio contra Ivo Karlović (6-4, 4-76-7, 7-67-2), al 12 del mundo David Goffin por 7-67-5 y 6-3 para llegar a cuartos de final en Masters 1000 por segundo año consecutivo en Miami, donde bate al 20 del mundo el alemán Alexander Zverev (Igual como en Indian Wells 2017) por 6-4, 9-116-7 y 6-3 después de dos horas 33 minutos de esfuerzo, suspenso y un espectacular juego para llegar de nueva a las semifinales en Miami como en 2016 donde se enfrenta a Roger Federer en un juego muy físico y apretado, cayendo por 7-96-7, 7-67-9 y 5-76-7 después de 3 horas de juego y 10 minutos, en un ambiente increíble con el público.
En abril, se unió al Equipo australiano de Copa Davis que jugará los cuartos de final para enfrentarse a Estados Unidos liderados por Jack Sock y John Isner. Logra el tercer punto definitivo para darle la clasificación a Australia a semifinales tras vencer a Sam Querrey por 7-64, 6-3 y 6-4, donde se enfrentarán a Bélgica el próximo septiembre. Tras esto renuncia a jugar el Masters de Montecarlo debido a la fatiga tras vencer a John Isner y Sam Querrey.

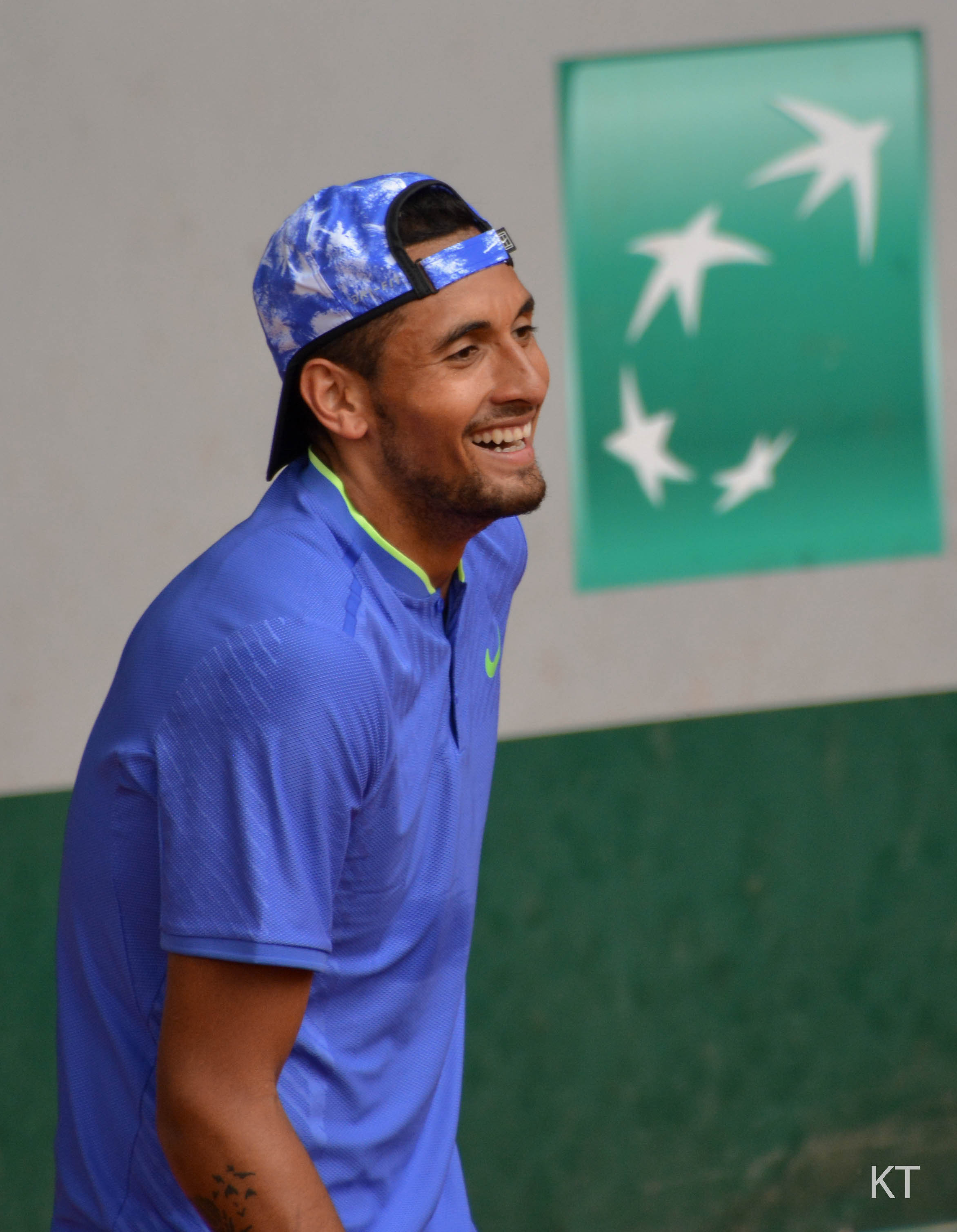
Kyrgios en Roland Garros 2017.

Regresa en mayo para disputar el Masters de Madrid, llega hasta octavos de final, donde es derrotado fácilmente por 6-3 y 6-1 por el futuro ganador Rafael Nadal, después se baja del Masters de Roma, participó en Lyon, pero perdió de entrada contra Nicolás Kicker por 2-6, 6-4 y 6-2. Termina la gira de tierra batida europea en Roland Garros, después de vencer a Philipp Kohlschreiber en sets corridos, pierde y decepciona otra vez en un Grand Slam contra Kevin Anderson por 7-5, 4-6, 1-6 y 2-6 en segunda ronda. Siguen sus malos resultados en césped producto de su lesión en la cadera y su irregularidad, por lo que se retira en primera ronda en Queen's (Derrota ante Donald Young por 7-6 y retiró) y Wimbledon (Derrota ante Pierre-Hugues Herbert por 6-3, 6-4 y retiró) perdiendo en ambas con retiró.
Comienza la Gira sobre cemento estadounidense en Washington siendo derrotado por Tennys Sandgren tras ir cayendo por 6-3 y 3-0 se retira, y luego perdió en la segunda ronda en el Masters de Canadá por 6-3 y 6-4 ante Alexander Zverev siendo derrotado por primera vez por el alemán y futuro ganador del torneo. Luego hace un gran torneo en Masters de Cincinnati a pesar de sus lesiones y problemas personales en las últimas semanas. Comienza desde la primera ronda y vence con facilidad al cabeza de serie número 9 David Goffin por 6-2, 6-3 y luego a Alexandr Dolgopolov por 6-3 y 7-68-6. Debido a la lluvia, debe jugar octavos y cuartos el mismo día. Vence con dificultades al cañonero croata Ivo Karlović por 4-6, 7-68-6 y 6-3, antes de derrotar al cabeza de serie N.º 2 y futuro número 1 del mundo, Rafael Nadal por 6-2 y 7-5. Clasificándose para las semifinales donde ningún miembro del "Big Four" dirá presente en esta etapa, siendo solo el 3.º en tiempo después de París 2008 y 2012; y ninguno del top 10 en esta semifinal, la primera desde Hamburgo en 2006, vence en doble tie-break al español David Ferrer quien venía jugando a un excelente nivel durante las últimas semanas por 7-67-3 y 7-67-4 después de 2 horas y 4 minutos de juego para llegar a su primera final en Masters 1000, tras el partido Kyrgios dijo: "No he jugado mi mejor tenis", además firmó la primera final de M1000 para un australiano desde Lleyton Hewitt en el Masters de Indian Wells 2005. En la final se enfrentó al 11 del mundo Grigor Dimitrov. Dimitrov y Kyrgios se convirtieron en el quinto y sexto jugadores nacidos en la década de 1990 en llegar a la final de un Masters 1000 (Después de Jerzy Janowicz, Milos Raonic, Dominic Thiem y Alexander Zverev). Esta última es sin precedentes entre dos jugadores nacidos en los años 1990 y la primera entre dos novatos en esta etapa durante 15 años, desde la final del Masters de Toronto 2002 entre Guillermo Cañas y Andy Roddick. Kyrgios perdió ante el búlgaro por 6-3 y 7-5 en una hora y 25 minutos.
En el US Open, decepciona nuevamente al caer en primera ronda ante su compatriota John Millman por 3-6, 6-1, 4-6 y 1-6, mostrando mucha frustración por su hombro derecho afectado. Después del partido, que avanza con dificultad, dice que su entrenador merece algo mejor que él. La siguiente semana juega las Semifinales de la Copa Davis contra Bélgica, habla en serio y dice que la Copa Davis es su gran objetivo. Gana su primer juego contra Steve Darcis por 6-3, 3-6, 56-7 y doble 6-1 después de ir dos a uno en sets abajo. En conferencia de prensa dice: "Esta es una de las mejores victorias de su carrera". Para el segundo individual, sin embargo, perdió ante David Goffin por 7-64, 4-6, 4-6 y 4-6 contra quien nunca había perdido. El evento se jugó en Bélgica sobre tierra batida, pero admite que los belga fueron mejores. Australia perdió finalmente por 2-3 luego de que Jordan Thompson perdiera el juego final, quedando a un paso de jugar la final.
Previo a la gira asiática que daría comienzo a principios de octubre, se disputaría en la ciudad de Praga del 22 al 24 de septiembre la Laver Cup 2017, torneo no puntuable para el ranking ATP y organizado como homenaje a la leyenda australiana del tenis Rod Laver. En ella, Kyrgios formaría parte del equipo del resto del mundo donde compartiría equipo con el canadiense Denis Shapovalov, y los norteamericanos John Isner, Sam Querrey, Jack Sock y Frances Tiafoe, capitaneados todos ellos por el exjugador estadounidense John McEnroe. El equipo rival estaría formado por jugadores de Europa, entre ellos el español Rafael Nadal, el suizo Roger Federer, el alemán Alexander Zverev, el croata Marin Čilić, el austríaco Dominic Thiem y el local Tomáš Berdych, capitaneados además por el mítico exjugador sueco Björn Borg. Ganó su partido debut en dobles junto a Jack Sock venciendo a Tomáš Berdych y Rafael Nadal por 6-3, 76-7 y 10-7, en el segundo día de competencia venció a Tomáš Berdych por 4-6, 7-64 y 10-6. El último día de competencia cerro la edición 2017 en un partido intenso, de suspenso y muchas emociones de las cuales al final corrieron algunas lágrimas de los ojos de Kyrgios, tras caer ante Roger Federer por 6-4, 66-7 y 9-11. El resto del mundo finalmente cae por 9 a 15 siendo este el punto final.
Inicia la Gira asiática con el Torneo de Pekín, clasifica a semis tras vencer a Nikoloz Basilashvili, Mischa Zverev y Steve Darcis perdiendo solo un set, donde supera al 4 del mundo Alexander Zverev por 6-3 y 7-5 con un servicio eficiente para llegar a la final, la victoria sobre Zverev fue su tercera en cuatro enfrentamientos. En la final caería categóricamente por 6-2 y 6-1 en una hora y 32 minuto frente al número 1 del mundo, Rafael Nadal en una especia de "revancha" para el español por lo ocurrido en Cincinnati, en ese encuentro Kyrgios se quejó constantemente del arbitraje. Más tarde reveló que su oponente lo "había destruido y que el (Nadal) era demasiado fuerte". Además el récord de Kyrgios contra Nadal cayó a 2-3 con esta nueva derrota. Después juega el Masters de Shanghái, donde Kyrgios nuevamente hace show y tras los silbidos del público en su partido contra Steve Johnson, se retira después de perder el primer set. Luego se disculpó en una rueda de prensa explicando que no se sentía muy bien. Debido a este abandono, recibe una multa de $ 10,000 dólares y se le priva de su bono del torneo de $ 21,085 por comportamiento antideportivo.
Para la gira bajo techo (indoor) que comienza todos los años a mediados de octubre y durante todo noviembre, solícita un Will Card para Amberes, pero pierde de entrada ante el local Ruben Bemelmans por 7-63, 3-6 y 3-6. Después del torneo, luego de su constantes molestias en la cadera durante varios meses, pone fin a su temporada para prepararse de cara a 2018.

### 2018: Primer título en casa y primero en dobles
Comienza su temporada 2018 en el Torneo de Brisbane. Derrota a su compatriota Matthew Ebden y Alexandr Dolgopolov ambos a tres sets, para las semifinales revivió la final del Masters de Cincinnati contra el ahora no. 3 y campeón defensor, Grigor Dimitrov. Por tercer partido consecutivo, el australiano se encontró en desventaja frente al búlgaro, que parecía listo para una tercera final de Brisbane. Kyrgios, sin embargo, tuvo otras ideas abriendo camino a través del segundo set, 6-1 y forzando la ruptura decisiva de Dimitrov en el tercer set para sellar su sexta victoria contra un Top 3 ganando por 3-6, 6-1 y 6-4. En total, serviría 19 aces en el encuentro de semifinales. En la final se enfrenta al estadounidense Ryan Harrison. Harrison comenzó con fuerza, conjurando cinco puntos de quiebre en dos de los primeros tres juegos de servicio de Kyrgios. Después de no poder convertir en ninguna de estas oportunidades, Kyrgios se aprovechó de su primera oportunidad para liderar 4-3 y, finalmente, ganar el primer set por 6 juegos a 4. A partir de entonces, Kyrgios irrumpió en el segundo set, rompiendo el servicio de Harrison dos veces más para gana su primer título desde Tokio 2016 por 6-4 y 6-2, ganando además el primer título en sus tierras. La victoria lo devolvió al top 20, volviendo al no. 17
En el Abierto de Australia, comienza ganando sus dos primeras rondas contra Rogério Dutra Silva y Viktor Troicki en sets corridos. En la tercera ronda vence al francés cabeza de serie 15, Jo-Wilfried Tsonga en cuatro sets en un partido de alto nivel por 7-67-5, 4-6, 7-68-6 y 7-67-5. En la cuarta ronda, de nuevo se enfrenta a Grigor Dimitrov quien se vengó de lo ocurrido en Brisbane, en un partido electrizante cayendo por 3-76-7, 4-76-7, 6-4 y 4-76-7 después de 3 horas y 26 minutos. Kyrgios sirvió 36 aces en ese partido.
Después del Abierto de Australia, Kyrgios fue derrotado en sets corridos contra Alexander Zverev en los octavos de final de la Copa Davis, después de una victoria sobre Jan-Lennard Struff por triple 6-4. Después se reveló que estaba jugando con una lesión en el codo. A la luz de esto, canceló sus apariciones en Delray Beach y el Masters de Indian Wells. Reanudó su temporada en el Masters 1000 de Miami, derrotando a Dušan Lajović y Fabio Fognini en sets corridos antes de caer ante el alemán Alexander Zverev en sets corridos por doble 6-4.
Después de la gira de cemento estadounidense, comienza la gira de tierra batida europea en Houston. Después de perder el primer set en la muerte súbita, venció relativamente fácil a Bjorn Fratangelo en primera ronda, ganando el segundo y tercer set por un marcador de 6-1 y 6-2. Sin embargo, perdió en la segunda ronda ante el croata Ivo Karlović en un sorprendente duelo de cañoneros que terminó con un marcador de 6-3, 2-6 y 3-6 a favor del que es considerado como uno de los mejores servidores de toda la historia. Tras este fracaso, ignora el resto de la temporada en tierra, excepto por la participación en el torneo de dobles de Lyon, que gana junto a su amigo estadounidense Jack Sock. Esto fue seguido por una cancelación de último minuto en el Torneo de Roland Garros 2018, donde también se habría enfrentado a su compañero provocador y compatriota Bernard Tomic. Citó la lesión en el codo que arruinó su primer semestre de 2018.
Regresa a los sencillos en el Torneo de Stuttgart. En su superficie favorita, el césped, ganó la segunda ronda y cuartos de final en tres sets, contra Maximilian Marterer y Feliciano López, respectivamente. En las semifinales se enfrenta al suizo Roger Federer. Después de ganar el primer set en tie-break, deja caer el segundo set, concediendo dos breaks. El partido se decidió en la muerte súbita del tercer set y el suizo logra la victoria, lo que le permite regresar al número uno del mundo. En Queen's, Kyrgios empieza con una sufrida victoria sobre el británico Andy Murray por 2-6, 7-67-4 y 7-5, esto fue notable, ya que fue el regreso de Murray a la gira desde Wimbledon 2017 y fue la primera victoria profesional de Kyrgios sobre Murray después de cinco intentos anteriores. A continuación, vence a Kyle Edmund (7-67-3, 5-76-7 y 6-3), Feliciano López (7-67-5 y 7-67-3). Después en las semifinales, pierde ante el eventual ganador del torneo y 6 del mundo, Marin Čilić después de dos desempates. A pesar de su actitud belicosa durante su carrera, disfrutó del torneo, describiendo varios momentos como "intocables". Consiguió 98 aces en cuatro partidos y llevó a su oponente a un desempate en cada partido. En Wimbledon, derrota a Denis Istomin y Robin Haase, pero perdió ante Kei Nishikori en sets corridos por 6-1, 7-67-3 y 6-4 en la tercera ronda.
En 2022, llegó a la final de Wimbledon, incluyendo victoria ante Cristian Garín en los cuartos de final.

## Representación nacional

### Copa Davis
Kyrgios hizo su debut en Copa Davis para el Equipo australiano en septiembre de 2013 contra Polonia con solo 18 años. Reemplazó a Marinko Matosevic después de derrotarlo en un desempate durante el período previo a la serie. Fue seleccionado para jugar junto con Chris Guccione en el crucial duelo de dobles. Perdieron ante Mariusz Fyrstenberg y Marcin Matkowski en cinco sets. Luego ganó su primer partido de sencillos, después de que Michał Przysiężny se retirara en el qunto juego del partido cuando el australiano ganaba 4-1.
Después de la atención de los medios atraída durante Wimbledon 2015, Kyrgios perdió el segundo individual de los cuartos de final contra Kazajistán. Su cita más publicitada durante este partido fue su comentario: "No quiero estar aquí". Kyrgios fue reemplazado por Sam Groth en el siguiente punto de sencillos. Fue expulsado del equipo de Copa Davis debido a esto no pudo jugar las semifinales contra Gran Bretaña. Volvió al equipo de Copa Davis en septiembre de 2016 en la contundente victoria por los playoffs del Grupo Mundial contra el Equipo eslovaco.

### Juegos Olímpicos
Kyrgios se clasificó para sus primeros Juegos Olímpicos en Río 2016, pero se retiró del evento debido a las diferencias con el Comité Olímpico Australiano. Sin embargo, Kyrgios reveló más tarde que esperaba competir en Tokio 2020. En junio de 2021 renunció a participar en los Juegos Olímpicos.

## Estilo de juego

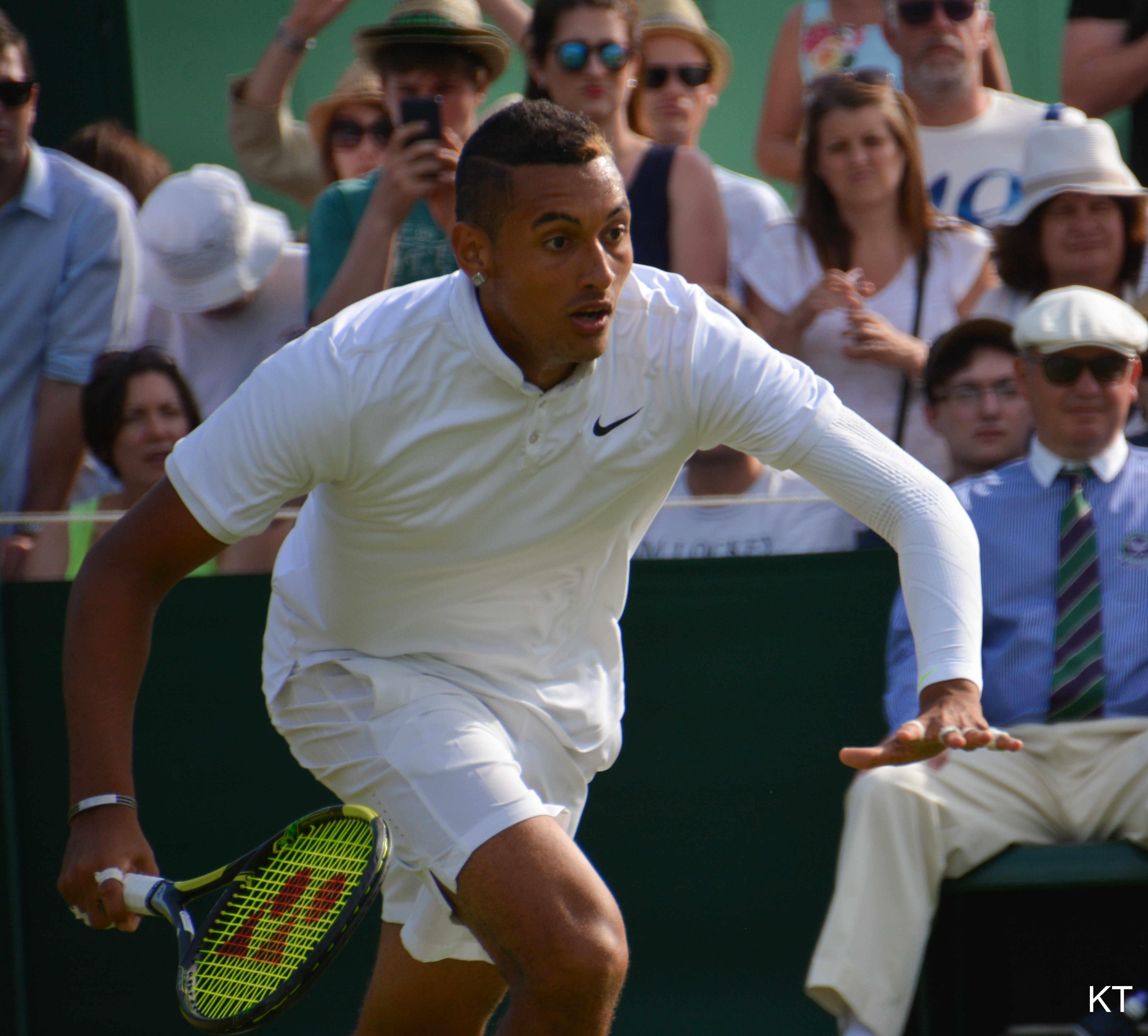
Kyrgios durante Wimbledon 2015.

Kyrgios afirma no temer a ningún oponente, y dice que siempre juega agresivamente. El ex número uno británico John Lloyd describió a Kyrgios como un "placer" debido a "la mezcla y estilo", agregando que su personaje es de esos que atrae a los fanáticos. Según el tres veces campeón de Wimbledon John Newcombe, Kyrgios es un "talento excepcional" y "un individuo real". El nueve veces campeón de dobles en Wimbledon Todd Woodbridge declaró en 2015 que a pesar de las palabras y acciones ocasionalmente lamentables de Kyrgios, maduraría con el tiempo. Se lo describe constantemente como "taquilla". Paul Annacone, un ex top ten tenista y entrenador de Roger Federer, dijo en 2017: "Creo que Nick es el jugador con más talento desde que Roger saltó a la escena".
Una poderosa arma de Kyrgios es su servicio, obteniendo porcentajes de hasta el 75 % e incluso más. Sin embargo, también tiene un golpe de derecha tremendo y explosivo, así como un revés muy consistente y peligroso. Agregar a sus habilidades un revés cortado efectivo y un juego de red eficiente. A pesar de que su juego se adapta perfectamente a hierba y canchas duras (logrando grandes resultados en Wimbledon y el Abierto de Australia), llegó a su primera final ATP Tour, en tierra batida, en Estoril. El diario The Economist ha descrito a Kyrgios como un "servidor eléctrico" pero un jugador "atacante unidimensional".

## Torneos individuales por año

#### 2025
| N.º | Fecha                   | Torneo               | Categoría  | Superficie | Ronda | Oponente                   |
| --- | ----------------------- | -------------------- | ---------- | ---------- | ----- | -------------------------- |
| 1   | 31 de diciembre de 2024 | Brisbane             | ATP 250    | Dura       | R32   | Giovanni Mpetshi Perricard |
| 2   | 13 de enero de 2025     | Abierto de Australia | Grand Slam | Dura       | 1R    | Jacob Fearnley             |

#### 2023
| N.º | Fecha               | Torneo    | Categoría | Superficie | Ronda | Oponente  |
| --- | ------------------- | --------- | --------- | ---------- | ----- | --------- |
| 1   | 13 de junio de 2023 | Stuttgart | ATP 250   | Hierba     | R32   | Wu Yibing |

#### 2022
| N.º | Fecha                   | Torneo                    | Categoría  | Superficie    | Ronda | Oponente           |
| --- | ----------------------- | ------------------------- | ---------- | ------------- | ----- | ------------------ |
| 1   | 20 de enero de 2022     | Abierto de Australia      | Grand Slam | Dura          | 2R    | Daniil Medvédev    |
| 2   | 17 de marzo de 2022     | Indian Wells              | ATP 1000   | Dura          | CF    | Rafael Nadal       |
| 3   | 29 de marzo de 2022     | Miami                     | ATP 1000   | Dura          | OF    | Jannik Sinner      |
| 4   | 9 de abril de 2022      | Houston                   | ATP 250    | Tierra batida | SF    | Reilly Opelka      |
| 5   | 11 de junio de 2022     | Stuttgart                 | ATP 250    | Hierba        | SF    | Andy Murray        |
| 6   | 18 de junio de 2022     | Halle                     | ATP 500    | Hierba        | SF    | Hubert Hurkacz     |
| 7   | 22 de junio de 2022     | Mallorca                  | ATP 250    | Hierba        | OF    | Roberto Bautista   |
| 8   | 10 de julio de 2022     | Wimbledon                 | Grand Slam | Hierba        | F     | Novak Djokovic     |
| 9   | 7 de agosto de 2022     | Washigton                 | ATP 500    | Dura          | G     | Yoshihito Nishioka |
| 10  | 12 de agosto de 2022    | Canadá                    | ATP 1000   | Dura          | CF    | Hubert Hurkacz     |
| 11  | 17 de agosto de 2022    | Cincinnati                | ATP 1000   | Dura          | R32   | Taylor Fritz       |
| 12  | 7 de septiembre de 2022 | Abierto de Estados Unidos | Grand Slam | Dura          | CF    | Karén Jachánov     |
| 13  | 7 de octubre de 2022    | Tokio                     | ATP 500    | Dura          | CF    | Taylor Fritz       |

## Torneos de dobles por año

#### 2025
| N.º | Fecha               | Compañero          | Torneo               | Categoría  | Superficie | Ronda |
| --- | ------------------- | ------------------ | -------------------- | ---------- | ---------- | ----- |
| 1   | 1 de enero de 2025  | Novak Djokovic     | Brisbane             | ATP 250    | Dura       | OF    |
| 2   | 16 de enero de 2025 | Thanasi Kokkinakis | Abierto de Australia | Grand Slam | Dura       | 1R    |

#### 2022
| N.º | Fecha                   | Compañero          | Torneo                    | Categoría  | Superficie    | Ronda |
| --- | ----------------------- | ------------------ | ------------------------- | ---------- | ------------- | ----- |
| 1   | 29 de enero de 2022     | Thanasi Kokkinakis | Abierto de Australia      | Grand Slam | Dura          | G     |
| 2   | 14 de marzo de 2022     | Thanasi Kokkinakis | Indian Wells              | ATP 1000   | Dura          | OF    |
| 3   | 31 de marzo de 2022     | Thanasi Kokkinakis | Miami                     | ATP 1000   | Dura          | SF    |
| 4   | 8 de abril de 2022      | Jack Sock          | Houston                   | ATP 250    | Tierra batida | CF    |
| 5   | 8 de junio de 2022      | Aleksandr Búblik   | Stuttgart                 | ATP 250    | Hierba        | CF    |
| 6   | 1 de agosto de 2022     | Thanasi Kokkinakis | Atlanta                   | ATP 250    | Dura          | G     |
| 7   | 8 de agosto de 2022     | Jack Sock          | Washigton                 | ATP 500    | Dura          | G     |
| 8   | 18 de agosto de 2022    | Thanasi Kokkinakis | Cincinnati                | ATP 1000   | Dura          | OF    |
| 9   | 5 de septiembre de 2022 | Thanasi Kokkinakis | Abierto de Estados Unidos | Grand Slam | Dura          | OF    |
| 10  | 8 de septiembre de 2022 | Thanasi Kokkinakis | Tokio                     | ATP 500    | Dura          | SF    |
| 11  | 18 de noviembre de 2022 | Thanasi Kokkinakis | Turín                     | ATP Finals | Dura          | FG    |

## Torneos de Grand Slam

### Singles

#### Finalista (1)
| Año  | Campeonato | Oponente en la final | Resultado en final    |
| 2022 | Wimbledon  | Novak Djokovic       | 6-4, 3-6, 4-6, 6-7(3) |

### Dobles

#### Victorias (1)
| Año  | Torneo               | Pareja             | Oponentes en la final     | Resultado |
| 2022 | Abierto de Australia | Thanasi Kokkinakis | Matthew Ebden Max Purcell | 7-5, 6-4  |

## ATP World Tour Masters 1000

### Finalista (1)
| Año  | Torneo       | Superficie | Ind/Outdoor | Oponente en la final | Resultado |
| 2017 | 'Cincinnati' | Dura       | Outdoor     | Grigor Dimitrov      | 3-6, 5-7  |

## Títulos ATP (11; 7+4)

### Individual (7)
| Leyenda                         |
| Grand Slam (0)                  |
| ATP World Tour Finals (0)       |
| Juegos Olímpicos (0)            |
| ATP World Tour Masters 1000 (0) |
| ATP World Tour 500 Series (4)   |
| ATP World Tour 250 Series (3)   |

| N.º | Fecha                 | Torneo         | Superficie | Oponente en la final | Resultado      |
| 1.  | 21 de febrero de 2016 | Marsella       | Dura (i)   | Marin Čilić          | 6-2, 7-6(3)    |
| 2.  | 7 de agosto de 2016   | Atlanta        | Dura       | John Isner           | 7-6(3), 7-6(4) |
| 3.  | 9 de octubre de 2016  | Tokio          | Dura       | David Goffin         | 4-6, 6-3, 7-5  |
| 4.  | 7 de enero de 2018    | Brisbane       | Dura       | Ryan Harrison        | 6-4, 6-2       |
| 5.  | 2 de marzo de 2019    | Acapulco       | Dura       | Alexander Zverev     | 6-3, 6-4       |
| 6.  | 4 de agosto de 2019   | Washington     | Dura       | Daniil Medvédev      | 7-6(6), 7-6(4) |
| 7.  | 7 de agosto de 2022   | Washington (2) | Dura       | Yoshihito Nishioka   | 6-4, 6-3       |

#### Finalista (4)
| N.º | Fecha                | Torneo     | Superficie    | Oponente en la final | Resultado             |
| 1.  | 3 de mayo de 2015    | Estoril    | Tierra batida | Richard Gasquet      | 3-6, 2-6              |
| 2.  | 20 de agosto de 2017 | Cincinnati | Dura          | Grigor Dimitrov      | 3-6, 5-7              |
| 3.  | 8 de octubre de 2017 | Pekín      | Dura          | Rafael Nadal         | 2-6, 1-6              |
| 4.  | 10 de julio de 2022  | Wimbledon  | Hierba        | Novak Djokovic       | 6-4, 3-6, 4-6, 6-7(3) |

### Dobles (4)
| Leyenda                   |
| Grand Slam (1)            |
| ATP World Tour Finals (0) |
| ATP Masters 1000 (0)      |
| ATP World Tour 500 (1)    |
| ATP World Tour 250 (2)    |

| N.º | Fecha               | Torneo               | Superficie    | Pareja             | Oponentes en la final         | Resultado        |
| --- | ------------------- | -------------------- | ------------- | ------------------ | ----------------------------- | ---------------- |
| 1.  | 26 de mayo de 2018  | Lyon                 | Tierra batida | Jack Sock          | Roman Jebavý Matwé Middelkoop | 7-5, 2-6, [11-9] |
| 2.  | 29 de enero de 2022 | Abierto de Australia | Dura          | Thanasi Kokkinakis | Matthew Ebden Max Purcell     | 7-5, 6-4         |
| 3.  | 31 de julio de 2022 | Atlanta              | Dura          | Thanasi Kokkinakis | Jason Kubler John Peers       | 7-6(4), 7-5      |
| 4.  | 7 de agosto de 2022 | Washington           | Dura          | Jack Sock          | Ivan Dodig Austin Krajicek    | 7-5, 6-4         |

## Challengers y Futures

### Individuales
| Leyenda (Sencillos) |
| ------------------- |
| Challengers (4)     |
| Futures (1)         |

#### Ganados (5)
| N.º | Fecha      | Torneo                     | Superficie | Oponentes en la final | Resultado        |
| --- | ---------- | -------------------------- | ---------- | --------------------- | ---------------- |
| 1.  | 22.04.2013 | China F3                   | Dura       | Boy Westerhof         | 7-5, 6-1         |
| 2.  | 03.03.2013 | Challenger de Sidney       | Dura       | Matt Reid             | 6-3, 6-2         |
| 3.  | 20.04.2014 | Challenger de Sarasota     | Tierra     | Filip Krajinović      | 7-6(10), 6-4     |
| 4.  | 27.04.2014 | Challenger de Savannah     | Tierra     | Jack Sock             | 2-6, 7-6(4), 6-4 |
| 5.  | 14.06.2014 | Challenger de Nottingham-2 | Hierba     | Samuel Groth          | 7-6(3), 7-6(7)   |

### Dobles
| Leyenda (Sencillos) |
| ------------------- |
| Challengers (0)     |
| Futures (1)         |

#### Ganados (1)
| N.º | Fecha      | Torneo       | Superficie | Pareja    | Oponentes en la final     | Resultado   |
| --- | ---------- | ------------ | ---------- | --------- | ------------------------- | ----------- |
| 1.  | 02.02.2013 | Australia F1 | Dura       | Alex Bolt | Ryan Agar Sebastian Bader | 7-6(6), 6-4 |

## Clasificación histórica
| Torneo                      | 2012        | 2013         | 2014         | 2015         | 2016        | 2017         | 2018         | 2019         | 2020         | 2021         | 2022         | 2023         | T/P     | G–P     | Victorias % |
| --------------------------- | ----------- | ------------ | ------------ | ------------ | ----------- | ------------ | ------------ | ------------ | ------------ | ------------ | ------------ | ------------ | ------- | ------- | ----------- |
| Grand Slam                  |             |              |              |              |             |              |              |              |              |              |              |              |         |         |             |
| Abierto de Australia        | Q1          | Q1           | 2R           | CF           | 3R          | 2R           | 4R           | 1R           | 4R           | 3R           | 2R           | A            | 0 / 9   | 17–9    | 66%         |
| Roland Garros               | A           | 2R           | 1R           | 3R           | 3R          | 2R           | A            | A            | A            | A            | A            | A            | 0 / 5   | 5–5     | 50%         |
| Wimbledon                   | A           | A            | CF           | 4R           | 4R          | 1R           | 3R           | 2R           | ND           | 3R           | F            | A            | 0 / 8   | 20–8    | 71%         |
| US Open                     | A           | 1R           | 3R           | 1R           | 3R          | 1R           | 3R           | 3R           | A            | 1R           | CF           |              | 0 / 9   | 12–9    | 57%         |
| G–P                         | 0–0         | 1–2          | 7–4          | 8–4          | 9–4         | 2–4          | 7–3          | 3–3          | 3–1          | 4–3          | 10–3         |              | 0 / 30  | 48–30   | 61%         |
| ATP World Tour Masters 1000 |             |              |              |              |             |              |              |              |              |              |              |              |         |         |             |
| Indian Wells                | A           | A            | A            | 2R           | 2R          | CF           | A            | 2R           | ND           | A            | CF           | A            | 0 / 5   | 8–4     | 67%         |
| Miami                       | A           | A            | A            | A            | SF          | SF           | 4R           | 4R           | ND           | A            | 4R           | A            | 0 / 5   | 15–5    | 75%         |
| Montecarlo                  | A           | A            | A            | A            | A           | A            | A            | A            | ND           | A            | A            | A            | 0 / 0   | 0–0     | –           |
| Madrid                      | A           | A            | A            | 3R           | CF          | 3R           | A            | 1R           | ND           | A            | A            | A            | 0 / 4   | 7–4     | 65%         |
| Roma                        | A           | A            | A            | 1R           | 3R          | A            | A            | 2R           | A            | A            | A            | A            | 0 / 3   | 3–3     | 50%         |
| Canadá                      | A           | A            | 2R           | 3R           | 1R          | 3R           | 1R           | 1R           | ND           | 1R           | CF           |              | 0 / 8   | 8–8     | 50%         |
| Cincinnati                  | A           | A            | A            | 1R           | 2R          | F            | 3R           | 2R           | A            | A            | 2R           |              | 0 / 6   | 10–6    | 63%         |
| Shanghái                    | A           | A            | A            | 2R           | 2R          | 1R           | 1R           | A            | No Disputado | No Disputado | No Disputado |              | 0 / 4   | 2–4     | 35%         |
| París                       | A           | A            | A            | A            | A           | A            | A            | A            | A            | A            | A            |              | 0 / 0   | 0–0     | –           |
| G–P                         | 0–0         | 0–0          | 1–1          | 6–6          | 11–7        | 16–5         | 4–4          | 4–6          | 0–0          | 0–1          | 10–4         |              | 0 / 33  | 47–32   | 60%         |
| Representación nacional     |             |              |              |              |             |              |              |              |              |              |              |              |         |         |             |
| Juegos Olímpicos            | A           | No Realizado | No Realizado | No Realizado | A           | No Realizado | No Realizado | No Realizado | No Realizado | A            | No Realizado | No Realizado | 0 / 0   | 0–0     | –           |
| Copa Davis                  | A           | PO           | 1R           | SF           | PO          | SF           | 1R           | CF           | A            | A            | A            |              | 0 / 5   | 11–5    | 68%         |
| ATP Cup                     | Inexistente | Inexistente  | Inexistente  | Inexistente  | Inexistente | Inexistente  | Inexistente  | Inexistente  | SF           | A            | A            | NR           | 0 / 1   | 3–2     | 60%         |
| Estadísticas                |             |              |              |              |             |              |              |              |              |              |              |              |         |         |             |
| Torneos                     | 0           | 2            | 7            | 18           | 18          | 17           | 14           | 16           | 2            | 7            | 13           |              | 114     | 114     | 114         |
| Títulos                     | 0           | 0            | 0            | 0            | 3           | 0            | 1            | 2            | 0            | 0            | 1            |              | 7       | 7       | 7           |
| Finales                     | 0           | 0            | 0            | 1            | 3           | 2            | 1            | 2            | 0            | 0            | 2            |              | 11      | 11      | 11          |
| G-P en Hard                 | 0–0         | 0–1          | 4–5          | 13–10        | 26–9        | 27–11        | 17–9         | 20–10        | 6–3          | 5–7          | 23–6         |              | 142–73  | 142–73  | 66%         |
| G-P en Arcilla              | 0–0         | 2–1          | 0–3          | 8–6          | 9–4         | 4–4          | 1–1          | 1–2          | 0–0          | 0–0          | 2–1          |              | 27–22   | 27–22   | 55%         |
| G-P en césped               | 0–0         | 0–0          | 6–1          | 3–3          | 4–2         | 0–2          | 7–3          | 3–3          | 0–0          | 2–1          | 12–3         |              | 36–18   | 36–18   | 67%         |
| G-P en general              | 0–0         | 2–2          | 10–9         | 24–19        | 39–15       | 31–17        | 25–13        | 23–15        | 6–3          | 7–8          | 37–10        |              | 205–113 | 205–113 | 205–113     |
| Victorias %                 | –           | 50%          | 53%          | 56%          | 72%         | 65%          | 68%          | 60%          | 66%          | 47%          | 79%          |              | 64%     | 64%     | 64%         |

## Ranking ATP al final de la temporada
| Año                     | 2012 | 2013 | 2014 | 2015 | 2016 | 2017 | 2018 | 2019 | 2020 | 2021 | 2022 |
| Ranking en individuales | 838  | 182  | 52   | 30   | 13   | 21   | 35   | 30   | 45   | 93   | 22   |